# 색소폰
색소폰(Saxophone, Sax)은 클라리넷과 같이 하나의 리드가 들어 있는 취구를 사용하는 목관악기이다. 몸통은 대개 황동으로 되어 있다. 1840년대 초에 아돌프 삭스가 발명하였으며, 1846년 음역에 따라 나눈 일곱 종류의 색소폰을 두 그룹으로 나누어 특허 등록하였다. 음역에 따라 소프라니노, 소프라노, 알토, 테너, 바리톤, 베이스, 콘트라베이스 색소폰이 있다. 이 가운데 기본음의 높이가 B♭인 소프라노 색소폰과 E♭인 소프라니노 색소폰은 군악대를 위해 고안된 것이다.
색소폰은 군악대의 연주뿐 아니라 대중 음악이나 재즈와 같은 다양한 장르의 음악에 널리 쓰이고 있으며, 간혹 오케스트라에서도 사용된다. 알토 색소폰과 테너 색소폰은 운지법이 같으며, 관의 크기가 알토보다 굵고 긴 테너가 연주할 때 더 많은 숨을 요구한다.

## 역사

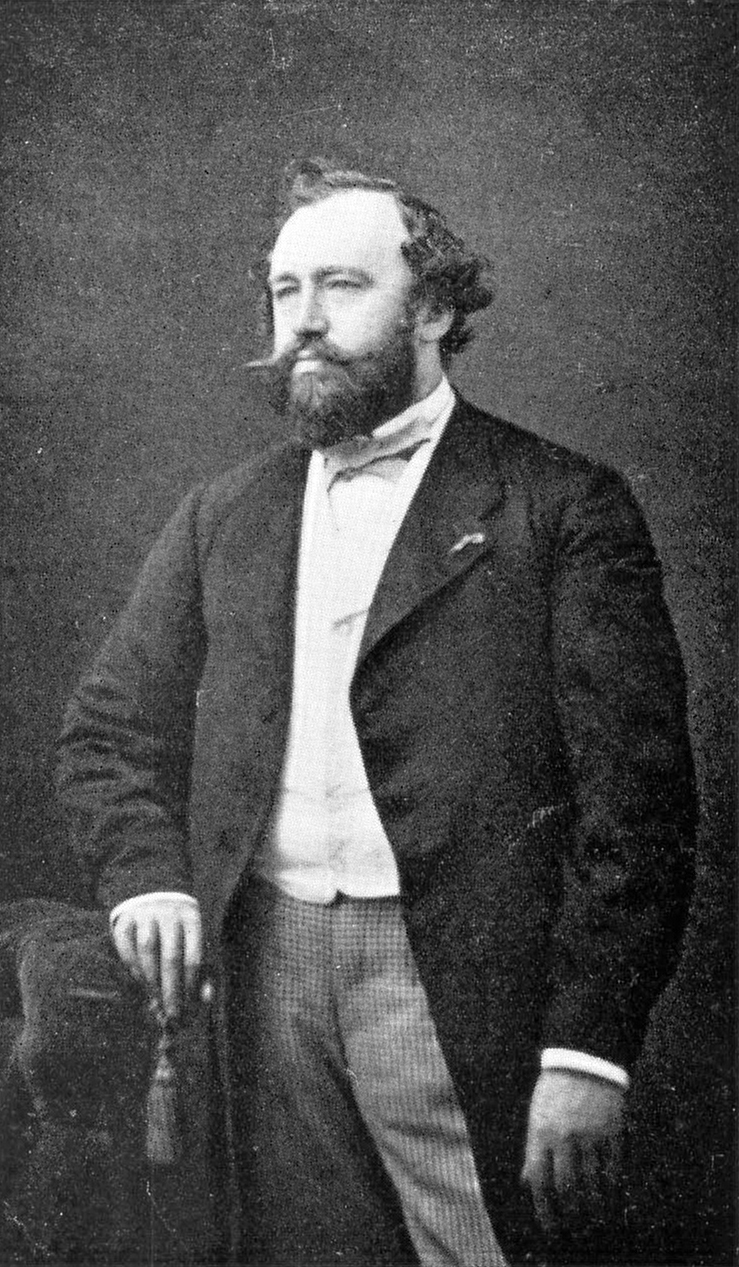
아돌프 삭스

색소폰은 1840년대 초 파리시에서 활동하던 벨기에 출신의 악기 제조인이자 스스로가 플루트와 클라리넷 연주자이였던 아돌프 삭스에 의해 발명되었다. 삭스는 브뤼셀에 있던 아버지의 가게에서 일할 때부터 군악대에서 사용될 클라리넷과 금관악기를 조화롭게 연결하는 음색을 가진 악기를 만들고자 하였다. 그는 또한 클라리넷과 비슷하나 한 옥타브 올려불기가 가능한 악기를 만들려 하였다. 한 옥타브 올려불기란 클라리넷의 12음 올려불기에 대응하는 개념으로, 클라리넷은 직관형에 폐관형 구조로 인해 11번째 음까지 동일 선상에서 연주하고 12번째 음부터 옥타브키를 눌러 다음 음역으로 넘어간다. 그러므로 옥타브 키 운지여부시 1.5옥타브 높은 음이 남으로 괴리가 발생한다. 이에 반해 색소폰 등의 원뿔형 악기들은 옥타브키를 누를시 정확히 1옥타브 위의 소리가 난다. 즉 그가 시도하려는 것은 동일한 운지법으로 한 옥타브를 올려 부는 것이 가능한 악기였던 것이다. 삭스는 당시 유행하던 한 개의 리드가 달린 취구를 사용하는 오피클라이드와 같은 모양을 상상하였다. 그의 이러한 상상과 시도는 결국 색소폰으로 실현되었다.
삭스는 1846년 자신이 발명한 악기를 오케스트라용과 군악대용 두 그룹으로 나누어 특허를 획득하였다. 오케스트라용으로 C 키와 F 키를 기본음으로 한 시리즈를 만들었고, 군악대용으로는 B♭ 키와 E♭ 키를 기본음으로 한 시리즈를 만들었다. 삭스의 특허는 1866년 만기되어 많은 악기 제조사들이 색소폰을 만들기 시작했다. 삭스가 만든 최초의 색소폰은 키운용이 단순하였으나 이후 악기제조사들은 다양한 연주법을 실현하기 위해 색소폰에 많은 변형을 주기 시작하였다.